# Andreas Clemens Biber
Andreas Clemens Biber (* 21. November 1755 in Ellingen; † 28. Oktober 1830 in Nürnberg) war ein deutscher Klavierbauer. Er ist der Begründer der Klavierbauerdynastie Biber.

## Leben und Werk
Andreas Clemens Biber begab sich als 14-Jähriger auf die Wanderschaft durch Europa. Er lernte unter anderem in Handwerksbetrieben in Spanien und in Portugal. Am Schluss seiner Reise war er drei Jahre beim Klavierbauer John Broadwood & Sons in London tätig. 1794 ließ er sich in Ellingen nieder und gründete ein Klavierbauunternehmen.
Seine Söhne Anton Dominikus und Aloys erlernten das Klavierbauerhandwerk bei ihrem Vater.